# Chiesa di San Sebastiano (Palermo)
La chiesa di San Sebastiano a «Porta Carbone» o alla «Marina» o alla «Cala» è un edificio di culto situato nel centro storico di Palermo. È ubicata nei pressi di piazza San Giacomo La Marina e piazza Fonderia, a metà strada tra la Vucciria e il porticciolo della Cala.

## Storia
- 1482, Sono documentate la primitiva Chiesa di San Sebastiano[1] e la fondazione della Confraternita di San Sebastiano. San Sebastiano è all'epoca ritenuto il principale protettore invocato contro il morbo, il popolo lo invoca per ottenere la fine del flagello. Palermo è liberata dall'epidemia grazie all'intercessione del santo e alle preghiere dei fedeli. L'edificio originario è edificato come voto di ringraziamento per commemorare la terribile epidemia di peste. Il «Senato Palermitano» concede la chiesa alla Confraternita su espressa richiesta con riserva di proprietà.
- 1496, La costruzione è ultimata con pianta tradizionale verosimilmente ispirata a quella delle chiese normanne.
- 1516, Distruzione dell'antico manufatto e riedificazione dell'attuale luogo di culto presso le rovine dell'antiche fortificazioni militari.
- 1562, Sotto i regni dell'imperatore Carlo V d'Asburgo e Filippo II di Spagna segue l'ingrandimento e l'espansione della tribuna verso il mare, secondo i nuovi piani di ristrutturazione tattico - militari.[2]
- 1715, Le continue minacce d'instabilità statica rendono necessario il trasferimento del fonte battesimale e del Santissimo Sacramento nella vicina Chiesa di San Giacomo la Marina.[3]
- 1800, La Congregazione di San Sebastiano è sciolta, i beni e le pertinenze trasferiti agli Ospedali Riuniti. Nell'operazione molte opere artistiche sono dislocate in altre chiese o disperse o irrimediabilmente perdute.
- 1862, La chiesa è riaperta al culto, ma risulta priva della maggior parte degli arredi. La congregazione riprende vigore fino al 1915, anno del suo secondo e definitivo scioglimento.
- 1915 - 1918, Con lo scoppio della prima guerra mondiale il tempio è adibito a deposito di grano per conto della Croce Rossa. Identica sorte toccata a numerosi altri luoghi di culto palermitani come la Chiesa di San Nicola da Tolentino adibita a deposito di derrate alimentari.
- 1935, L'edificio continua ad essere adibito a magazzino dalla Sovrintendenza.
- 1943, La costruzione subisce i danni derivanti dai bombardamenti del secondo conflitto mondiale il 15 febbraio e 22 marzo. I danni maggiori furono subiti dal prospetto, dai muri perimetrali, dalle volte della tribuna e dal transetto. Distrutti gli infissi, i tetti a causa di una bomba caduta sull'edificio adiacente addossato al lato nord della tribuna.
- 1949, la Sovrintendenza ed il Genio Civile iniziano gli interventi di restauro. Murati gli infissi la chiesa continua ad essere adibita a magazzino, sconsacrata e chiusa al culto.
- 2006, In occasione dell'iniziativa «Palermo apre le porte», dopo il restauro della facciata, l'interno è reso agibile e il luogo inserito nel circuito del patrimonio monumentale fruibile al pubblico.
- 2008, Riapertura definitiva. Da alcuni anni è presente il gruppo di preghiera Vergine dei Poveri, in ricordo dell'apparizione di Maria a Mariette Beco. La chiesa sconsacrata è concessa per manifestazioni artistiche.

### Facciata
Il progetto della facciata di gusto rinascimentale e di fattura gaginesca è in pietra di Solanto. È caratterizzato da eleganti volute e elementi architettonici inquadrati da lesene propri del nuovo stile barocco opera di Antonio Muttone. I portali sono sormontati da finestre ed edicole chiuse da grate. Un oculo si apre al centro del secondo ordine, sotto il frontone di chiusura.
Il portale barocco è sormontato da timpano curvo e spezzato, all'interno è collocato uno stemma a scudo raffigurante San Sebastiano incorniciato da volute che avvolgono due erme e sormontate da un putto alato. L'opera è attribuita allo scultore Gaspare Guercio al pari dell'altro raffigurante i simboli del martirio (fregio adottato dalla Confraternita) che orna il portale destro.
La parete della controfacciata accoglie l'affresco raffigurante San Sebastiano dopo il primo martirio di Olivio Sozzi con la figura della nobile Irene e dell'ancella che si prendono cura del corpo martoriato ma ancora vivo di Sebastiano.

## Esterno
La chiesa è in stile proto - barocco, la breve scalinata è in pietra di Billiemi. L'edificio ha pianta a croce latina, a tre navate, prospetto a occidente, cupola ottagonale con archi a tutto sesto, presbiterio di forma quadrangolare. Le otto colonne di marmo sostengono la navata centrale con volta a botte ripartita in altrettanti spazi, manufatti posti in opera nel 1577 e poggiati su alti e inconsueti plinti. L'artista genovese Giambattista Carabbio ne consegnò solo due, le altre furono commissionate a Marco Antonio Aprile che non rispettò i modelli di riferimento.
Valerio Rosso nel 1590 descrive i motivi che determinano il rallentamento dei lavori dovuti a dissidi e scaramucce fra gli scultori. Il maestro Giuseppe Giacalone è l'artefice dei modelli e dei disegni degli elementi decorativi in marmo.

## Interno

### Transetto
Il presbiterio di forma quadrangolare presenta, al pari della navata centrale, una volta a botte movimentata da vele. 
La volta della navata centrale è decorata con l'affresco Invocazione a San Sebastiano contro la Peste raffigurante San Sebastiano, Santa Rosalia, San Rocco che al cospetto di Dio e della Vergine rispondono alle invocazioni dei palermitani perorando la fine della peste che flagella la città, opera di Domenico Maria Calvarino.
Sulla crociera è posta una cupola ottagonale. Nei quattro pennacchi sono riconoscibili gli Evangelisti, dipinti da Olivio Sozzi del 1740. Ai lati del presbiterio dello stesso autore i quadroni raffiguranti Gesù e Il serpente di bronzo. Del pittore palermitano Vito D'Anna altrettanti quadroni raffiguranti Mosè fra gli Ebrei che compie il miracolo e Sansone che abbatte il tempio.
L'altare maggiore è decorato con tarsie di marmi policromi. Le architetture con effetto tridimensionale del presbiterio sono attribuite a Gaspare Fumagalli.
Sulla volta è riprodotta la Gloria di San Sebastiano. Gli ornamenti delle volte e della cupola ottagonale sono opera dell'architetto del Senato Andrea Palma.
Assenza di absidiole sostituite da cantorie con baldacchini al secondo ordine.
- Parete esterna ala destra: Cappella di San Sebastiano. È documentato l'altare con statua lignea di San Sebastiano.[2]
- Parete esterna ala sinistra: Cappella della Concezione.[2]

Dell'affresco che ornava l'altare del transetto destro rimane l'immagine del Padre Eterno e dello Spirito Santo e tracce del dipinto a «Trompe-l'œil» che fungeva da quinta.

### Navata sinistra
Le navate laterali presentano tre cappelle sul lato sinistro e due su quello destro seguite da una seconda uscita laterale. Tutti gli altari sono abbelliti da preziose cornici con elementi vegetali e frutti, realizzate dal grande maestro stuccatore Giacomo Serpotta, in gran parte rovinate dall'umidità e dall'incuria. Nell'aula sono collocati due sepolcri: uno del 1594, l'altro del 1650.
- Prima campata: Cappella dell'Annunziata. È documentato l'altare con quadro dell'Annunciazione della scuola di Pietro Novelli.[4]
- Seconda campata: Cappella di Santa Rosalia. È documentato l'altare con quadro raffigurante Santa Rosalia del 1629 opera di Vincenzo Presti.[4] Oggi la cappella custodisce la statua lignea dell'Ecce Homo.
- Terza campata: Cappella di Santo Stefano. È documentato l'altare con quadro raffigurante Santo Stefano di Filippo Paladini.[5]

### Navata destra
- Seconda campata: Cappella della Vergine.

### Parete di ingresso
- Sopra la porta di ingresso, grande affresco diOlivio Sozzi, San Sebastiano curato dalla Matrona Irene con l'aiuto delle sue ancelle.

## Opere documentate
- 1493, Vergine ritratta San Sebastiano e San Rocco, dipinto, opera commissionata dalla famiglia Bologna a Tommaso De Vigilia.[6][7]

## Sacrestia
- Giudizio di Salomone e Sacra Famiglia, quadroni ad olio, opere di Giacomo Lo Verde.[8]
- In sagrestia è documentata la statua marmorea di Santa Maria del Riposo.[5]

## Confraternita di San Sebastiano
- 1482, Confraternita di San Sebastiano abolita nel 1800.[1]
- 1800, Abolizione.[9]
- 1915, Scioglimento definitivo.